# 氾濫季
。
氾濫季或洪水季  是埃及陰曆和民用曆的第一個季節。它落在年之外的日子的閏月之後和播種季之前。在科普特和埃及曆，這個季節從Thout月開始（大約9月11日），持續到Paopi和Hathor月，在Koiak月之前結束（大約1月8日）:453。 

## 名稱
因為象形文字沒有記錄它的母音，氾濫季在古埃及語名稱的發音是不確定的。它通常被音譯為Akhet。 這個名字是指每年尼羅河氾濫。

## 陰曆
在陰曆中，根據需要添加閏月，以在收穫季的第四個月保持天狼星的偕日升。這意味著洪水氾濫的季節通常從9月持續到1月。由於洪水氾濫的確切時間各不相同，「淹沒」的月份不再準確反映河流的狀態，但季節通常是每年洪水氾濫的時間。這一事件對人們來說至關重要，因為洪水留下了肥沃的淤泥和水分，這是土地肥沃的源泉。.

## 民用曆
在民用曆中，托勒密和羅馬時期沒有閏年，這意味著季節每四年損失大約一天，相對於回歸年或格里曆並不穩定。

## 月
氾濫季分為四個月。在陰曆中，每個月都是在黎明時分新月已經不可見的那一天開始。在民用曆中，每個月都有30天，分為三個10天的週，稱為旬。
在古埃及，這些月份通常按季節內的數位記錄：I、II、III、和IV 「Ꜣḫt」。它們也以其主要節日的名稱而聞名，這些節日在波斯佔領後越來越多地被使用。這些後來成為科普特曆月份名稱的基礎。
| 埃及            | 埃及                    | 科普特 |
| 音譯            | 意義                    | 科普特 |
| --------------- | ----------------------- | ------ |
| I Ꜣḫt Th        | 洪水季的第一個月 托特   | Thout  |
| II Ꜣḫt Mnht     | 洪水季的第二個月        | Paopi  |
| III Ꜣḫt Hwt Hwr | 洪水季的第三個月        | Hathor |
| IV Ꜣḫt Kꜣ ḥr Kꜣ | 洪水季的第四個月 阿匹斯 | Koiak  |

## 註解
1. ↑  氾濫季的替代表示包括| G1 | M8 | Aa1 · X1 | N5 |，| G1 | M8 | Aa1 · X1 |，| M8 · Aa1 |，| M8 · Aa1 · X1 |，| M8 · Aa1 · X1 | N5 |，| M8 · X1 |，和| M8 · X1 | N5 |[2]和| M8 | X1 · X1 | N5 |[來源請求]
2. ↑  Manuel de Codage: Axt.